# Justyna Święty
Justyna Święty-Ersetic (Racibórz, 3 dicembre 1992) è una velocista polacca.
È stata campionessa europea nel 2018 e due volte medagliata ai Campionati Europei Indoor in questa specialità. Święty-Ersetic ha vinto numerose medaglie nei campionati più importanti con la staffetta polacca 4x400 m, tra cui un oro nella staffetta mista e un argento nella staffetta femminile alle Olimpiadi di Tokyo 2020.
È pluricampionessa nazionale polacca outdoor ed indoor.

## Carriera
Justyna Święty-Ersetic ha gareggiato nella staffetta 4×400 metri alle Olimpiadi di Londra 2012 e di Rio 2016. Ha vinto la medaglia di bronzo ai Campionati del Mondo 2017 in questa specialità. Agli Europei 2018 di Berlino, ha vinto un oro individuale e in seguito ha guidato la squadra polacca alla vittoria, nonostante le due finali fossero separate da meno di due ore.
A Tokyo 2020 ha rappresentato la Polonia nella staffetta mista 4×400 metri, vincendo l'oro insieme a Karol Zalewski, Natalia Kaczmarek e Kajetan Duszyński. Pochi giorni dopo, Święty-Ersetic ha guidato la staffetta 4×400 metri femminile conquistando l'argento per il gruppo.
Nel marzo 2022, ha vinto per la seconda volta il World Athletics Indoor Tour nella sua distanza specialistica, dopo la vittoria del 2020, battendo il record del meeting di Madrid.
I suoi record personali nei 400 metri sono di 50,41 secondi outdoor e 51,04 secondi indoor (Toruń 2022). Ha fatto parte di squadre che hanno stabilito record nazionali per la staffetta 4×400 m femminile e mista (entrambe a Tokyo 2021) e per la staffetta 4×400 m femminile al chiuso (Birmingham 2018).

## Palmarès
| Anno | Manifestazione  | Sede           | Evento        | Risultato  | Prestazione | Note                                     |
| ---- | --------------- | -------------- | ------------- | ---------- | ----------- | ---------------------------------------- |
| 2009 | Mondiali U18    | Bressanone     | Svedese       | 6ª         | 2'10"01     |                                          |
| 2010 | Mondiali U20    | Moncton        | 4×400 m       | 8ª         | 3'42"70     |                                          |
| 2011 | Europei U20     | Tallinn        | 4×400 m       | Argento    | 3'35"35     |                                          |
| 2012 | Europei         | Helsinki       | 400 m piani   | Batteria   | 53"68       |                                          |
| 2012 | Europei         | Helsinki       | 4×400 m       | 8ª         | 3'30"17     |                                          |
| 2012 | Giochi olimpici | Londra         | 4×400 m       | Batteria   | 3'30"15     |                                          |
| 2013 | Europei U23     | Tampere        | 400 m piani   | Bronzo     | 52"22       | Miglior prestazione personale            |
| 2013 | Europei U23     | Tampere        | 4×400 m       | Oro        | 3'29"74     |                                          |
| 2013 | Mondiali        | Mosca          | 4×400 m       | Batteria   | 3'29"75     |                                          |
| 2014 | Mondiali indoor | Sopot          | 400 m piani   | 4ª         | 52"20       |                                          |
| 2014 | Mondiali indoor | Sopot          | 4×400 m       | 4ª         | 3'29"89     |                                          |
| 2014 | World Relays    | Nassau         | 4×400 m       | 5ª         | 3'27"37     |                                          |
| 2014 | Europei         | Zurigo         | 400 m piani   | Semifinale | 52"85       |                                          |
| 2014 | Europei         | Zurigo         | 4×400 m       | 5ª         | 3'25"73     |                                          |
| 2015 | Europei indoor  | Praga          | 400 m piani   | Semifinale | 53"53       |                                          |
| 2015 | Europei indoor  | Praga          | 4×400 m       | Bronzo     | 3'31"90     |                                          |
| 2015 | World Relays    | Nassau         | 4×400 m       | 5ª         | 3'29"30     |                                          |
| 2015 | Universiadi     | Gwangju        | 400 m piani   | 6ª         | 52"44       | Miglior prestazione personale stagionale |
| 2015 | Universiadi     | Gwangju        | 4×400 m       | Oro        | 3'31"98     |                                          |
| 2015 | Mondiali        | Pechino        | 4×400 m       | Batteria   | 3'32"83     |                                          |
| 2016 | Mondiali indoor | Portland       | 400 m piani   | 5ª         | 52"46       |                                          |
| 2016 | Mondiali indoor | Portland       | 4×400 m       | Argento    | 3'31"15     |                                          |
| 2016 | Europei         | Amsterdam      | 400 m piani   | 6ª         | 51"96       |                                          |
| 2016 | Europei         | Amsterdam      | 4×400 m       | 4ª         | 3'27"60     |                                          |
| 2016 | Giochi olimpici | Rio de Janeiro | 400 m piani   | Semifinale | 51"62       |                                          |
| 2016 | Giochi olimpici | Rio de Janeiro | 4×400 m       | 7ª         | 3'27"28     |                                          |
| 2017 | Europei indoor  | Belgrado       | 400 m piani   | Bronzo     | 52"52       |                                          |
| 2017 | Europei indoor  | Belgrado       | 4×400 m       | Oro        | 3'29"94     |                                          |
| 2017 | World Relays    | Nassau         | 4×400 m       | Argento    | 3'28"28     |                                          |
| 2017 | Mondiali        | Londra         | 400 m piani   | Batteria   | 53"62       |                                          |
| 2017 | Mondiali        | Londra         | 4×400 m       | Bronzo     | 3'25"41     |                                          |
| 2017 | Universiadi     | Taipei         | 4×400 m       | Oro        | 3'26"75     |                                          |
| 2018 | Mondiali indoor | Birmingham     | 400 m piani   | 4ª         | 51"85       |                                          |
| 2018 | Mondiali indoor | Birmingham     | 4×400 m       | Argento    | 3'26"09     | Record nazionale                         |
| 2018 | Europei         | Berlino        | 400 m piani   | Oro        | 50"41       |                                          |
| 2018 | Europei         | Berlino        | 4×400 m       | Oro        | 3'26"59     |                                          |
| 2019 | Europei indoor  | Glasgow        | 400 m piani   | 6ª         | 52"64       |                                          |
| 2019 | Europei indoor  | Glasgow        | 4×400 m       | Oro        | 3'28"77     |                                          |
| 2019 | World Relays    | Yokohama       | 4×400 m       | Oro        | 3'27"49     | Miglior prestazione personale stagionale |
| 2019 | World Relays    | Yokohama       | 4×400 m mista | 5ª         | 3'20"65     |                                          |
| 2019 | Mondiali        | Doha           | 400 m piani   | 7ª         | 50"95       |                                          |
| 2019 | Mondiali        | Doha           | 4×400 m       | Argento    | 3'21"89     | Record nazionale                         |
| 2019 | Mondiali        | Doha           | 4×400 m mista | 5ª         | 3'12"33     | Record nazionale                         |
| 2021 | Europei indoor  | Toruń          | 400 m piani   | Argento    | 51"41       |                                          |
| 2021 | Giochi olimpici | Tokyo          | 4×400 m       | Argento    | 3'20"53     | Record nazionale                         |
| 2021 | Giochi olimpici | Tokyo          | 4×400 m mista | Oro        | 3'09"87     | Record olimpico · Record europeo         |
| 2022 | Mondiali indoor | Belgrado       | 400 m piani   | 4ª         | 51"40       |                                          |
| 2022 | Mondiali indoor | Belgrado       | 4×400 m       | Bronzo     | 3'28"59     | Miglior prestazione personale stagionale |
| 2022 | Mondiali        | Eugene         | 4×400 m       | Batteria   | 3'29"34     |                                          |
| 2022 | Mondiali        | Eugene         | 4×400 m mista | 4ª         | 3'12"31     |                                          |
| 2022 | Europei         | Monaco         | 400 m piani   | Semifinale | 52"17       |                                          |
| 2022 | Europei         | Monaco         | 4×400 m       | Argento    | 3'21"68     | Miglior prestazione personale stagionale |
| 2024 | Mondiali indoor | Glasgow        | 4×400 m       | Batteria   | 3'28"80     |                                          |
| 2024 | World Relays    | Nassau         | 4x400 m       | Argento    | 3'24"71     |                                          |
| 2024 | Europei         | Roma           | 400 m piani   | Semifinale | 52"18       |                                          |
| 2024 | Europei         | Roma           | 4x400 m       | 6ª         | 3'23"91     |                                          |
| 2024 | Giochi olimpici | Parigi         | 400 m piani   | Batteria   | 50"95       |                                          |
| 2024 | Giochi olimpici | Parigi         | 4×400 m       | Batteria   | 3'26"50     |                                          |
| 2024 | Giochi olimpici | Parigi         | 4×400 m mista | 7º         | 3'12"39     |                                          |
| 2025 | Europei indoor  | Apeldoorn      | 400 m piani   | 5ª         | 51"59       |                                          |
| 2025 | Mondiali indoor | Nanchino       | 400 m piani   | 5ª         | 51"97       |                                          |
| 2025 | Mondiali indoor | Nanchino       | 4x400 m       | Argento    | 3'32"05     |                                          |
| 2025 | World Relays    | Guangzhou      | 4x400 m mista | 7ª         | 3'16"48     |                                          |

## Altre competizioni internazionali
2019
- Campionati europei a squadre di atletica leggera ( Bydgoszcz)

2021
- Campionati europei a squadre di atletica leggera ( Chorzów)